# Franco Fagioli
Franco Maximiliano Fagioli (San Miguel de Tucumán, 4 de maig de 1981) és un contratenor argentí, especialitzat en el repertori de música antiga.

## Biografia
Franco Fagioli va estudiar piano a la Universitat Nacional de Tucumán i va seguir classes de cant líric a l'Instituto Superior de Arte del Teatro Colón de Buenos Aires on, assessorat pel baríton Ricardo Yost, la pianista Celina Lis i la seva professora de cant Annelise Skovmand, va començar a especialitzar-se com a contratenor.
Als tretze anys debutà en un escenari d'òpera com un dels tres petits genis de La flauta màgica de Wolfgang Amadeus Mozart. El 2003, va guanyar el primer premi del concurs Bertelsmann Neue Stimmen a Alemanya, que mai no havia estat guanyat per un contratenor, fet que el va dur a emprendre una carrera internacional presentant-se en el Théâtre des Champs-Elysées, el teatre Carlo Felice i els festivals d'Innsbruck, Halle, Karlsruhe i Ludwigsburg (cantant-hi el paper principal de l'Ezio de Christoph Willibald Gluck), a Stuttgart, Salzburg (sota la direcció de Riccardo Muti), Lucerna, Zuric, Karlsruhe, Innsbruck (amb René Jacobs), Göttingen, Essen, Oslo i Zuric com a Juli Cèsar al Giulio Cesare de Händel amb Cecilia Bartoli i Marc Minkowski. Ha treballat amb directors com Nikolaus Harnoncourt, Reinhard Goebel, Christophe Rousset, Marc Minkowski, Alessandro De Marchi, Alan Curtis, Stephen Cleobury, entre d'altres. Ha gravat per als segells BMG i SWR.
El 2009, va guanyar el Premi al Millor Cantant de la Fundació Konex i el 2011, va rebre el Premi Abbiati, prestigiós premi italià, com a Millor Cantant de l'Any. El 2012, va assumir el paper d'Arbace a l'Artaserse de Johann Adolph Hasse al Festival de la Vallée d'Itria, però és la seva interpretació del mateix paper en Artaserse de Leonardo Vinci, a l'Òpera de Nancy que li va valer un contracte exclusiu amb el segell Naïve pel qual va gravar en 2013 un CD que reunia les àries destinades al castrat Gaetano Caffarelli. En 2015, és el primer contratenor en la història en signar un contracte amb Deutsche Grammophon, que publica la seva interpretació del paper d'Orfeu a l'Orfeo ed Euridice de Christoph Willibald Gluck i és el convidat del festival d'Ambronay en el concert d'obertura. 2016 està marcat pel seu debut com Cecilio, de l'òpera de Mozart Lucio Silla a la Filharmònica de París. Franco Fagioli també va fer el seu debut al Festival Internacional d'Art Líric a Aix-en-Provence i debuta en l'Opera Garnier, en el paper principal de l'òpera de Francesco Cavalli Eliogabalo. Publica el seu primer recital a Deutsche Grammophon, un àlbum d'àries de Rossini habitualment interpretat per mezzosopranos. L'any 2018, la Deutsche Grammophon va publicar el seu recital dedicat a Haendel. També va publicar una versió notable del Nisi Dominus de Antonio Vivaldi sota la direcció de Diego Fasolis, per al qual també va gravar Gloria de Vivaldi, al costat de Iúlia Léjneva.

## Discografia

### CD

#### Recitals
- Handel & Mozart Opera Arias, Franco Fagioli, Alexandra Zabala, Orchestra Filarmonica Marchigiana, Gustav Kuhn (Arte Nova), 2004
- Franco Fagioli. Canzone e Cantate (Carus-Verlag/SWR), 2010
- Arias for Gaetano Caffarelli: Vinci, Leo, Hasse, Pergolesi. Il pomo d'oro, Riccardo Minasi (Naïve Records), 2013
- Franco Fagioli. Il maestro Porpora, Arias (Naïve Records), 2014
- Franco Fagioli: Rossini (Deutsche Grammophon), 2016
- Franco Fagioli: Handel Arias (Deutsche Grammophon), 2018

#### Òperes
- Christoph Willibald Gluck: Ezio, (Oehms Classics/SWR), 2009
- George Frideric Handel: Teseo HWV 9, (Carus-Verlag/SWR), 2009
- George Frideric Handel: Berenice, (EMI/Virgin Classics), 2010
- Georg Friedrich Haendel: Germanico (Deutsche Harmonia Mundi) 2011
- Leonardo Vinci: Artaserse, Virgin (Classics/EMI), 2012
- Johann Adolph Hasse: Siroe (Decca), 2014
- Leonardo Vinci: Catone in Utica (Decca) ,,2015
- Christoph Willibald Gluck: Orfeo ed Euridice (Deutsche Grammophon), 2015
- Georg Friedrich Haendel: Rodelinda (Dynamic / Festival della Valle d'Itria - gravació de 2011) 2015
- Johann Adolph Hasse: Artaserse (Dynamic / Festival della Valle d'Itria - gravació de 2012) 2015
- Giovanni Battista Pergolesi: Adriano in Siria (Decca), 2016
- Georg Friedrich Haendel: Serse (Deutsche Grammophon) 2018

#### Obra sacra
- Agostino Steffani: Stabat Mater (Decca) 2013
- Antonio Vivaldi: Gloria, Nisi Dominus, Nulla in mundo pax (Decca) 2018

### DVD
- Rossini: Aureliano in Palmira, (Bongiovanni), 2012
- Leonardo Vinci: Artaserse, Virgin (Classics/EMI), 2013
- Johann Adolph Hasse: Artaserse (Dynamic / Festival della Valle d'Itria - gravació de 2012), 2015
- Georg Friedrich Haendel: Il trionfo del tempo e del disinganno (Festival d'Aix en Provence 2016)